# Vue de Paestum
Vue de Paestum (Troupeau de buffles) est un tableau réalisé en 1851 par le peintre français Jean-Léon Gérôme. Cette peinture à l'huile sur toile de 65 × 81 cm représente un troupeau de buffles devant les deux temples antiques d’Héra à Paestum. 

## Histoire
En 1843, Gérôme voyage en Italie avec son professeur Paul Delaroche. Il visite les ruines antiques de Pompéi, et la ville de Paestrum. En 1847, il exécute des dessins préparatoires. Il présente une première version du sujet au salon de 1849 et une seconde version au salon de 1852 de Paris. Il y reçoit les éloges des frères Goncourt.
L’œuvre apparaît comme un véritable manifeste du mouvement néogrec, dans la ligne d’un combat de coqs.
Selon Gerald Ackerman, la version présenté en 1849 ne contient pas de troupeau au premier plan. Dans sa version de 1851, il change de perspective et laisse plus de place au ciel. La toile intègre la collection Moreau-Nélaton jusqu’à sa vente en mai 1900 pour une collection particulière française. Henri de Lacretelle écrit « Les lignes architecturales du temple sont rendues avec la netteté de la photographie. »
Dans sa première esquisse inachevée de 1847, la composition est presque à l’identique de la version de 1851 : La façade est du temple de Héra, domine une mare dans laquelle les buffles esquissés à la pierre noire vont se baigner. Dans cette première version, Gérôme ébauche deux hérons sur la droite qu’il n'aura repris dans aucune autre de ses vues.
La toile est signée et datée en bas à gauche sur le rebord de la mare : J. L. GEROME et 1851 sur 2 lignes.

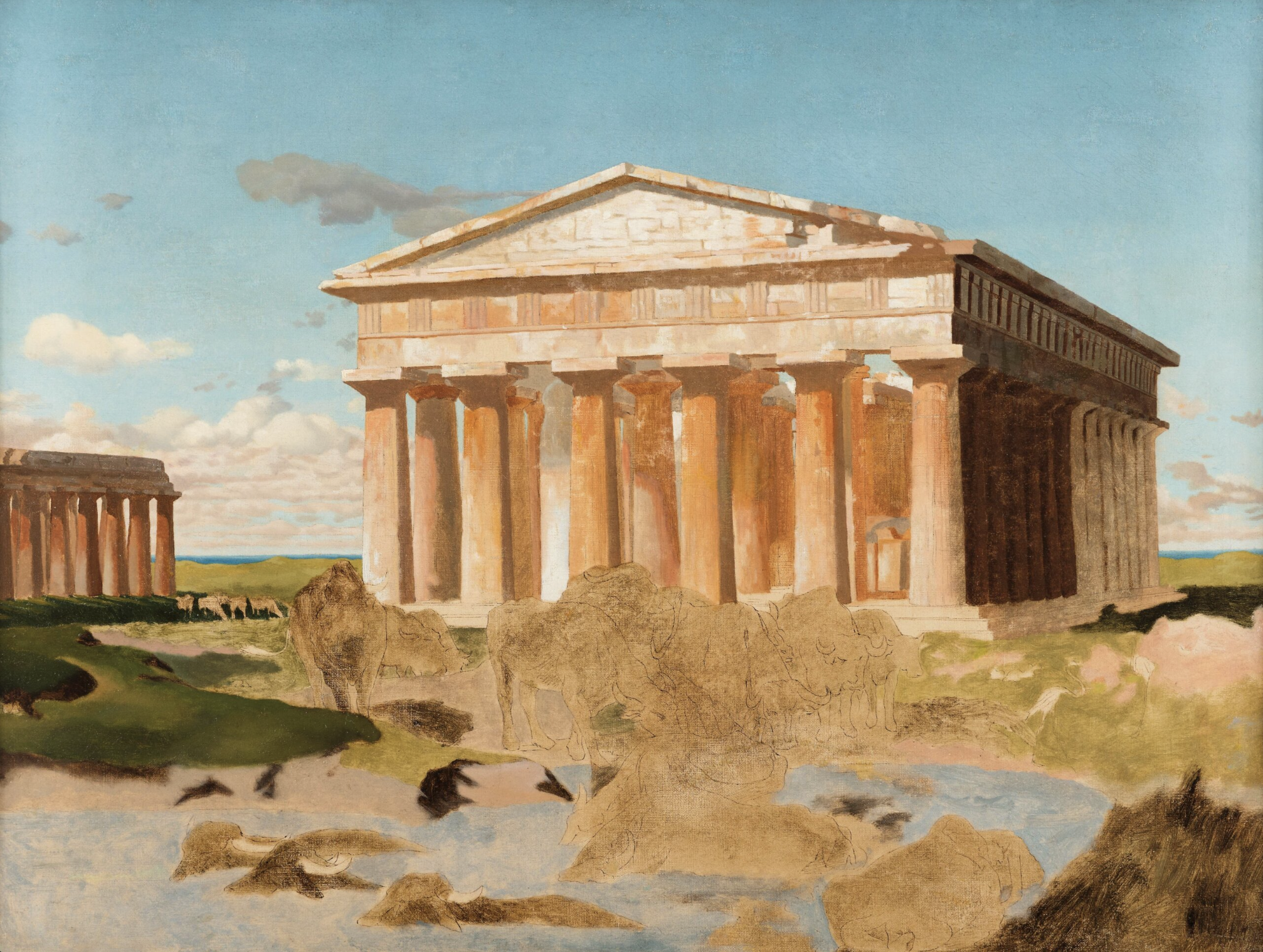
Esquisse du musée de La Roche-Sur-Yon (58,5 × 78 cm).
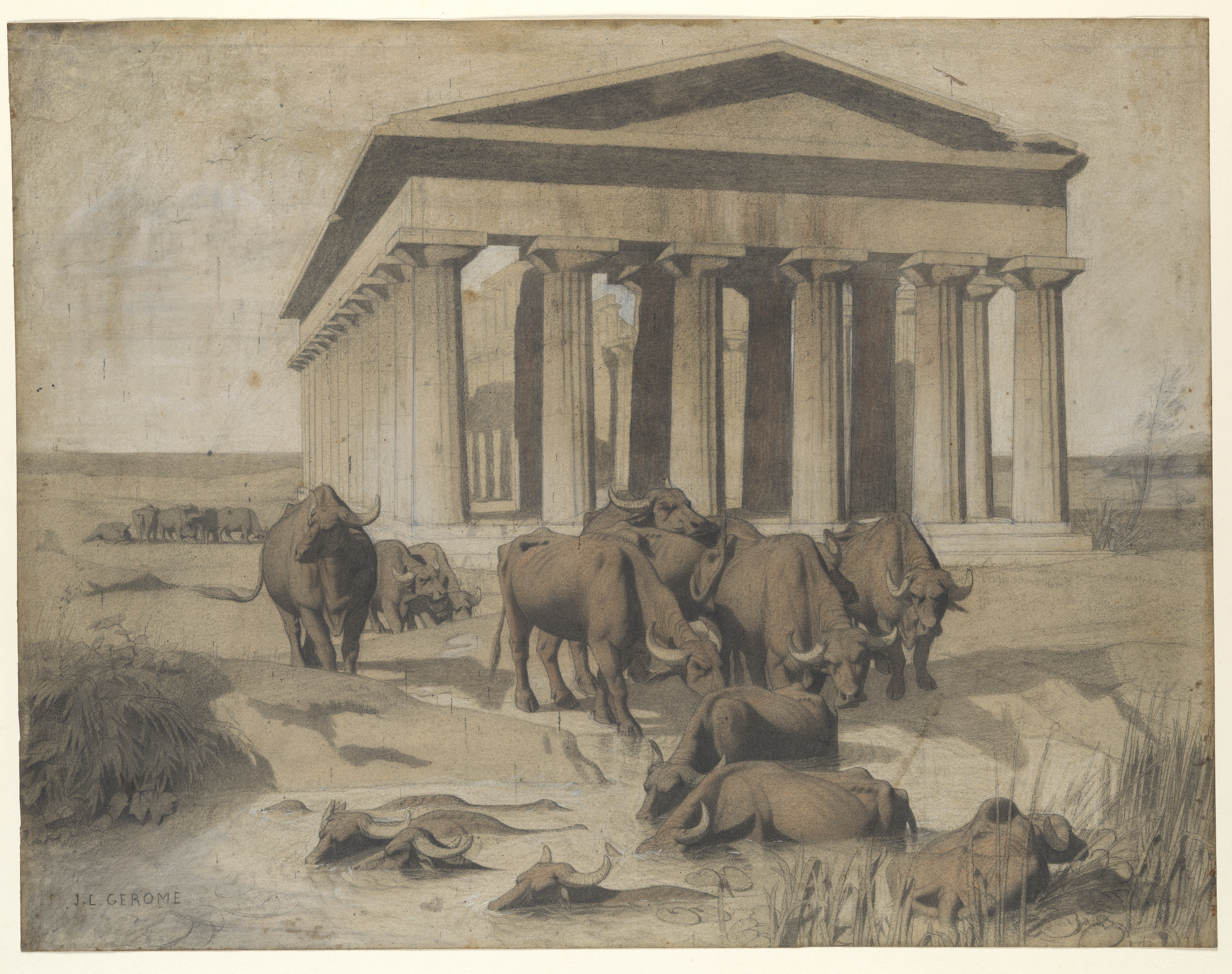
Dessin au Metropolitan Museum of Art (46,6 × 60,1 cm).
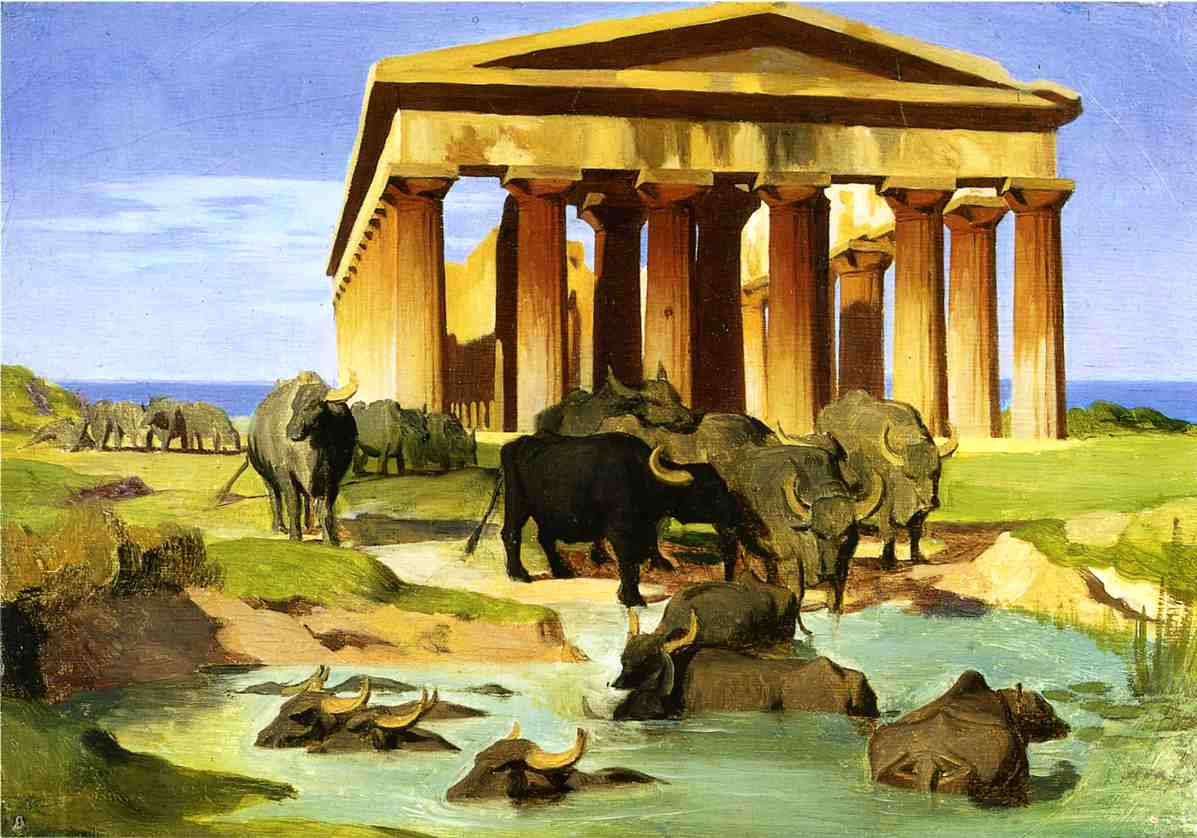
Étude (18,5 × 27 cm).
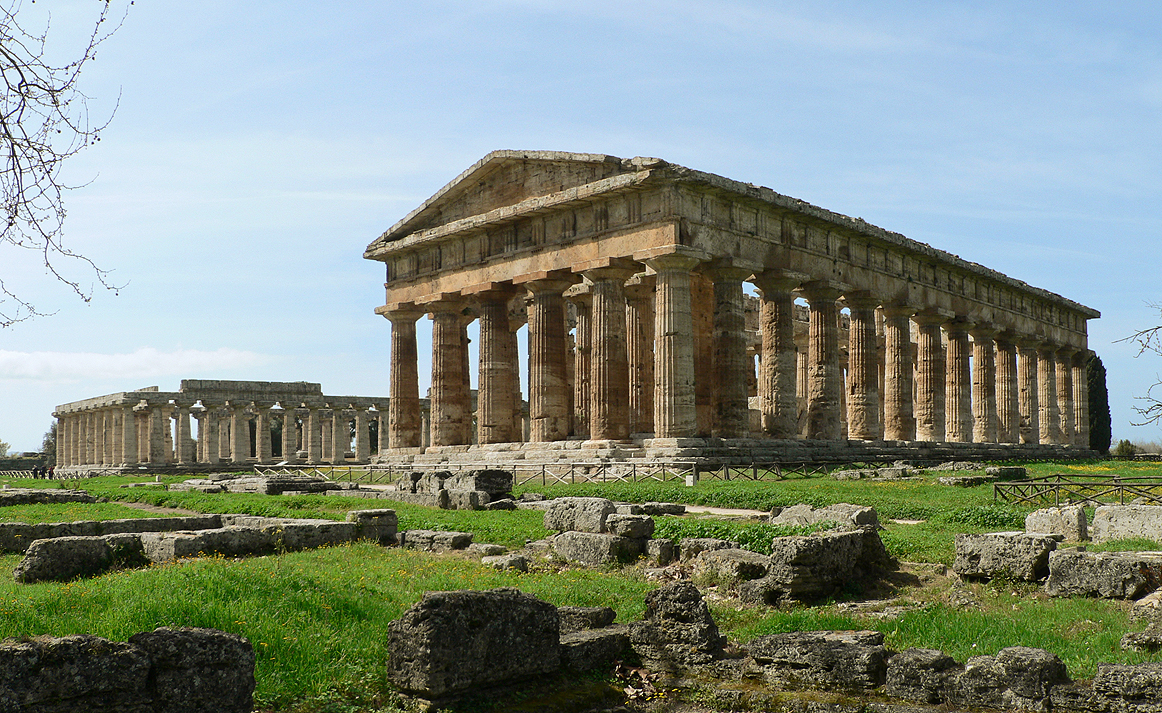
Photo des temples d'Héra.